# Joaquín Llambías
Joaquín Llambías (Buenos Aires, 14 de julio de 1868 - 27 de noviembre de 1931) fue un médico argentino que, entre otras cosas, se desempeñó como intendente de la Ciudad de Buenos Aires. 

## Carrera

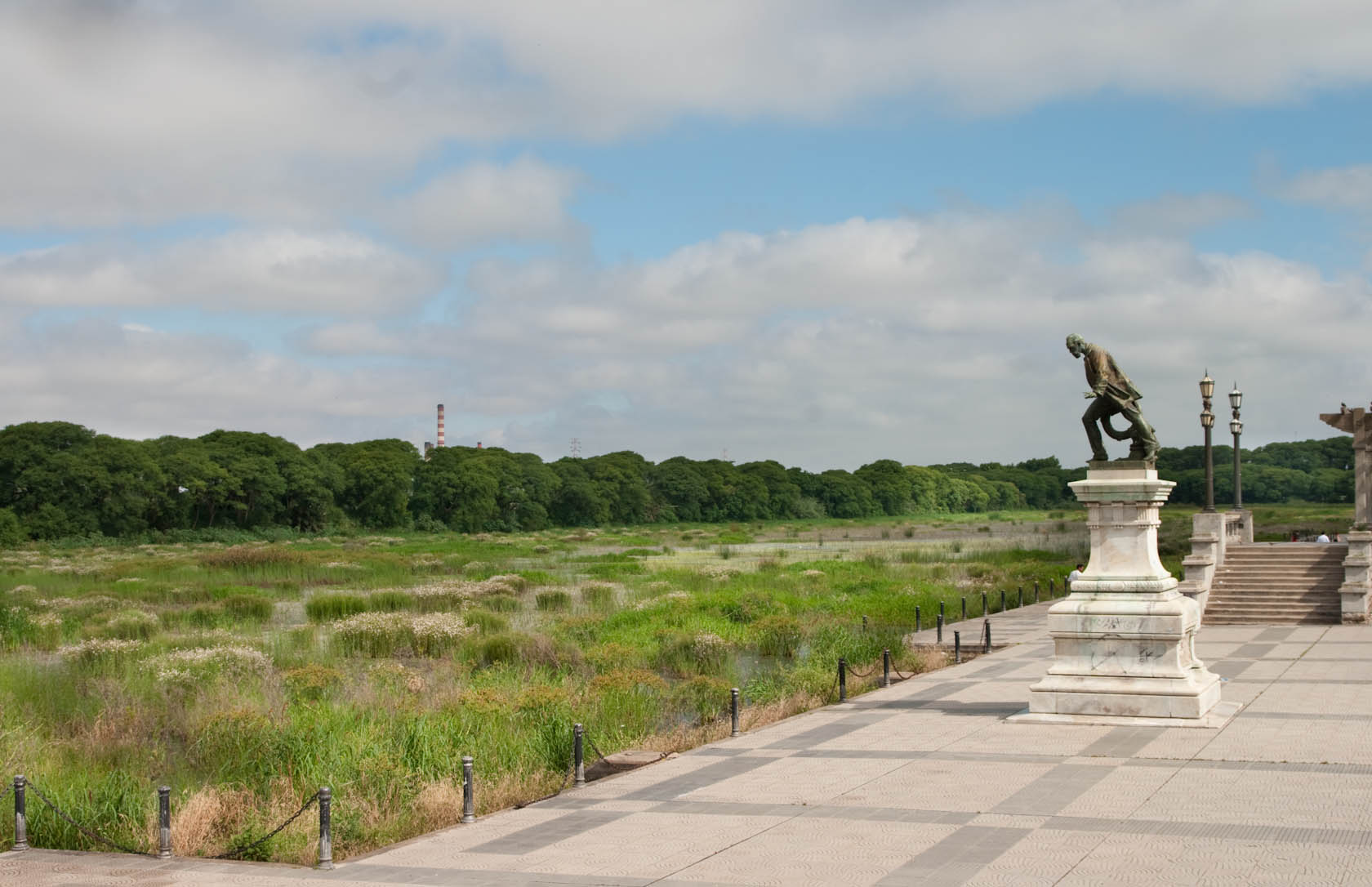
El ex Balneario "Costanera Sur", actualmente quedó frente a la Reserva Ecológica, lejos del Río de la Plata.

Llambías hizo su educación secundaria en el Colegio del Salvador. En 1893 rinde examen dando una tesis sobre "Sutura de la vejiga en las operaciones sobre este órgano" y  doctorándose en medicina. En los años siguientes, estudió en el Instituto de Patología de Berlín, junto a figuras como Israel y Langherans.
En 1905 regresa definitivamente a Buenos Aires, siendo nombrado por concurso prosector del Hospital San Roque. Dictó, entre los años 1905 y 1908 varios cursos sobre patología. En 1909 fue nombrado prosector del Instituto de Anatomía Patológica. Gracias a sus estudios sobre patologías hepáticas fue nombrado Presidente de la Asociación Médica Argentina, ejerciendo entre 1915 y 1916.
Fue designado intendente de Buenos Aires el 14 de noviembre de 1916 por el presidente Hipólito Yrigoyen, y desempeñó el cargo hasta el 14 de noviembre de 1919. Durante su gestión en la ciudad de Buenos Aires facilitó la edificación de la Asociación Médica Argentina. 
Durante su gestión se inician las obras del proyecto denominado “Costanera Sur” en el triángulo de relleno adyacente a Puerto Madero. Se establece que la nueva zona sería destinada a "espacio público y balnerario", poniendo límites a la especulación inmobiliaria. La idea de construir plazas y parques "salpicados" a lo largo de la ciudad comenzaría a estructurar una incipiente red de espacios públicos que se consolidaría años después.
En 1918 Llambías fue nombrado interinamente director del Instituto de Anatomía Patológica, a la vez que desempeñaba sus tareas políticas, y además fue designado profesor titular de anatomía patológica en la Universidad de Buenos Aires, ejerciendo hasta su muerte.
En la Conferencia Sanitaria Nacional de 1923 presentó un proyecto de ley imponiendo el compromiso a los estudiantes de medicina de las universidades nacionales para prestar servicios médicos en las localidades que carecen de ellos.
Entre los años 1920 y 1924 fue Presidente de Cruz Roja Argentina.
Entre 1927 y 1929 publicó varios ensayos sobre cánceres respiratorios.

## Ensayos escritos
Muchos de éstos trabajos fueron hechos en colaboración con otros profesionales:
- Examen de la sangre en un caso de pénfigo (1889)
- Formas anormales de fiebre tifoidea (1903)
- Modalidad especial de una forma de influenza (1903)
- Algunas observaciones sobre una epidemia de escarlatina (1903)
- Linitis plástica (1907)
- Seudoleucemia (1911)
- Mieloma múltiple (1913)
- Leucemia aguda a microlinfoidocitos (1915)
- Tumor de estómago de tipo análogo al corioepitelioma (1915)
- Conferencia científica sobre la gripe (1918)
- Leucanemia con predominio de células de Rieder (1920)
- Anatomía patológia de la gripe (1921)
- Cáncer de la lengua (1925)
- Sarcomatosis difusa primitiva de la leptomeninge (1927)
- Swchwannoma del nervio auditivo (1927)
- Swchwannoma del nervio auditivo (1927)
- Neuromas múltiples de mama (1928)
- Neuroblastomas (1928)
- Meningoblastomas (1928)
- Histogenia y clasificación de los tumores del tejido nervioso (1928)
- Esplenomegalia con hemocito-eritroblastemia y megacariocitosis tisural (1929)
- Tumores de la cauda equina (1931)